# Brisinga synaptoma
Brisinga synaptoma är en sjöstjärneart som först beskrevs av Fisher 1917.  Brisinga synaptoma ingår i släktet Brisinga och familjen Brisingidae. Inga underarter finns listade i Catalogue of Life.